# Politics
Politics — пісня ню-метал-групи Korn і третій сингл з їх сьомого студійного альбому, See You On The Other Side. Музиканти спочатку хотіли зробити третій сингл на пісню «Love Song», але потім вирішили видати «Politics». Також пісня стала останнім синглом з Девідом Сільвер на ударних.

## Відео
Відео було знято вживу 26 серпня 2006 на концерті в Alpine Valley Ampitheatre в Іст Трой, Вісконсин, під час туру Family Values Tour. Крім простий камери, що знімала групу, невеликі переносні камери були вручені десяти членам офіційного фан-клубу, яким дозволили знімати виступ і будь-які закулісні сцени, які вони побажають. Відео було випущено ексклюзивно на MP3.com 3 жовтня 2006.